# Svitavy
Svitavy é uma cidade checa localizada na região de Pardubice, distrito de Svitavy.